# 国际共和学会
国际共和研究所（英語：International Republican Institute，简称IRI）是美国一个非营利、无党派组织，致力于在世界范围内帮助各个政党更加务实和快速反应，协助公民参与政府计划、提高边缘群体在政治进程中的作用（包括妇女和年轻人）以便在全球促进自由和民主。
IRI成立于1983年，最初名为国立共和党国际事务研究所，其使命为“促进民主和自由，把人民和政府联系在一起，指导政治人物对公民回应，并激励人民参与政治进程。”
IRI的活动包括协助各政党和候选人发展他们的价值观和体制结构、良好的政府实践、公民社会发展、妇女和青年领导能力的发展、选举改革、选举监督和封闭社会中的政治表达。
IRI努力将体制结构引入阿拉伯国家，这些地区的社会和政治结构因阿拉伯之春而受损。IRI有争议的活动包括在2004年海地政变前帮助海地工人和农民进行组织，在波兰从1991年开始组织保守政党，在阿拉伯之春后在埃及参与组织妇女活动。
2019年12月2日，中華人民共和國外交部宣布对IRI等5個組織实施制裁。
2020年8月10日，中華人民共和國外交部宣布对包括IRI總裁丹尼爾·特溫寧在內的11人實施制裁。
2021年7月23日，中華人民共和國外交部宣布对包括IRI在港授權代表亞當·金在內的6人1實體實施制裁。

## 背景
IRI成立于1983年，是一个无党派的组织。1982年美国总统罗纳德·里根在英国国会发表演讲，提出了帮助各国建立民主基础设施的目标，引用联合国世界人权宣言时说：“我们必须坚信：自由不是幸运的少数人的特权，而是所有人的不可剥夺的普遍权利。”该演讲使美国国会在1983年建立了国家民主基金会，该基金会将资金输送给IRI和其他研究组织。
IRI早期专注于拉丁美洲的民主体制和进程，冷战结束后关注点开始拓展到全球。IRI已经超过100个国家开展计划，其中约70个较为活跃。

## 合作伙伴组织
IRI与下列组织合作：
- 美国国务院
- 美国国际开发署
- 美国国家民主基金会
- 国际事务全国民主研究所
- 加拿大全球事务部[13]
- 国际选举制度基金会
- 自由之家